# Julio María Elías Montoya
Julio María Elías Montoya – duchowny rzymskokatolicki, w latach 1987–2020 wikariusz apostolski El Beni.